# Mercy in You
Mercy in You (en español, Merced en ti) es una canción del grupo inglés de música electrónica Depeche Mode compuesta por Martin Gore, publicada en el álbum Songs of Faith and Devotion de 1993.

## Descripción
Es una función meramente electroacústica del álbum que bien podría haber sido incluso un sencillo promocional del mismo, equilibrando en toda su duración los elementos acústicos con los sintéticos, por lo cual resulta una de las más representativas de lo que fuera la colección.
Pese a ser aún una pieza electroacústica, es también una de las que más se orientaba a una tendencia rock de DM con su persistente sonido de guitarra eléctrica retocada por los sintetizadores, una consistente percusión por completo apagada, una base electrónica de tipo un tanto tradicional para estándares del techno complementada con una segunda base conduciendo la melodía principal, más cercana esta a un esquema grunge por su sonido falto de armonía, aunque ambas bases quedan algo relegadas por los elementos orgánicos. En realidad, el tema tiene mucho de sintético, pero este se logra fundir con el elemento acústico.
La letra es una de las más comprometidas con la temática del disco pese a no ser este supuestamente un álbum conceptual, al hablar de la piedad que se puede encontrar en alguien determinado. Aunque solo está en segunda persona aparentemente se dirige más bien a la idea de Dios mismo sin suponer pecados sino solo la imagen de hallar en un momento determinado la piedad de alguien, por lo cual queda implícita una falta de contraposición a la letra y permanece únicamente aquella búsqueda de la piedad.
Una letra ambigua e irresuelta como todas las que acostumbra Martin Gore, por lo cual el tema está sentado sobre todo en la rítmica melodía, aunque por otro lado el mismo Gore hace un acompañamiento adicional de coros en una forma cercana al góspel, otra más de las influencias del disco además del grunge y del tema religioso.
Sin embargo, aun con semejante conjunto de elementos, lo que más resalta es su calidad de música rock comenzando una tendencia más alternativa de DM en sus canciones, con una letra menos cándida y sobre todo la musicalización mucho más orgánica en oposición al típico sonido sintetizado, privilegiando el protagonismo de la guitarra eléctrica y la crudeza sonora que es capaz de brindarle a una melodía.
Cabe destacar que el arreglo rock se consiguió casi solo con la guitarra, pues el discreto efecto de percusión no solo queda opacado sino también las bases electrónicas que incluso en secciones se ausentan por un tercer acompañamiento de sintetizador mucho más rebuscado y dramático; incluso al cierre de la canción suenan unas notas del infaltable teclado grave de Alan Wilder como complemento a la conclusión.

## En directo
La canción, como muchas de las canciones de DM a partir de Songs of Faith and Devotion hasta ahora solo ha estado presente durante el Devotional Tour de ese mismo año, en el que no se tocó en todas las fechas pues se rotaba con la función góspel Get Right With Me, mientras para la extensión Exotic Tour ya no fue reincorporada. En su versión en conciertos se interpretaba tal como aparece en el álbum, esto es, ya como uno de los temas plenamente electroacústicos, si bien se notaba aún algo más recargado hacia el lado sintético de DM.
- Datos: Q6011039